# Eublemma guiera
Eublemma guiera is een vlinder van de familie van de spinneruilen (Erebidae). De wetenschappelijke naam van deze soort is voor het eerst voorgesteld door John David Bradley in een publicatie uit 1969.

## Verspreiding
De soort komt voor in Senegal, Gambia, Burkina Faso, Ivoorkust en Nigeria.

## Waardplanten
De rups leeft op Guiera senegalensis (Combretaceae).